# 海峽群島長喉盤魚
海峽群島長喉盤魚，為輻鰭魚綱鱸形目喉盤魚亞目喉盤魚科的其中一種，分布於東太平洋的美國加州聖塔芭芭拉群島海域，體長可達3.3公分，屬底棲性魚類。